# Вярвал ли съм (албум)
Вярвал ли съм е дебютният албум на поп певец Дамян Попов. Включва 8 песни и 2 бонус песни. Албумът съдържа хитовете „Ти решаваш“, „Ще продължа“, „Щом те видя“, както и „Точно с теб“. 
Като гост-музиканти в песните се включват Анелия, Йоанна, Нора Караиванова, Жени Джамбазова, Цветан Спасов. Сред авторите са Графа, Стамен Янев от Акустика, Калин Димитров, Pro-X Студио. 

## Песни
| #  | Песен                                 | Музика         | Аранжимент                    | Текст                      |
| -- | ------------------------------------- | -------------- | ----------------------------- | -------------------------- |
| 1  | Вярвал ли съм                         | Дамян Попов    | Юлиян Янев                    | Дамян Попов                |
| 2  | Ще продължа                           | Калин Димитров | Калин Димитров                | Дамян Попов и Емил Дилчев  |
| 3  | Точно с теб (Това е любов)            | Дамян Попов    | Иван Иванов и Дамян Попов     | Дамян Попов                |
| 4  | Щом те видя                           | Графа          | Дамян Попов и Графа           | Графа                      |
| 5  | Гепи ме                               | Дамян Попов    | Жени Джамбазова и Дамян Попов | Дамян Попов                |
| 6  | Грим и Пози – дует с Деница Димитрова | Дамян Попов    | Иван Иванов                   | Дамян Попов                |
| 7  | Ти решаваш –, с участието на Анелия   | Дамян Попов    | Иван Иванов                   | Дамян Попов и Йордан Ботев |
| 8  | Тръгваш ли?                           | Стамен Янев    | Стамен Янев                   | Дамян Попов                |
| 9  | Точно с теб (Това е Любов) – ремикс   | Дамян Попов    | Калин Димитров                | Дамян Попов                |
| 10 | Ще продължа – инструментал            | Калин Димитров | Калин Димитров                | -                          |